# Mimogrynex densepunctatus
Mimogrynex densepunctatus är en skalbaggsart som beskrevs av Stefan von Breuning 1939. Mimogrynex densepunctatus ingår i släktet Mimogrynex och familjen långhorningar. Inga underarter finns listade i Catalogue of Life.